# Hemihedrita
L'hemihedrita és un mineral de la classe dels sulfats, que pertany al grup de la iranita.

## Característiques
L'hemihedrita és un sulfat de fórmula química ZnPb10(CrO₄)₆(SiO₄)₂(OH)₂. Va ser aprovada com a espècie vàlida per l'Associació Mineralògica Internacional l'any 1967, i la seva fórmula va ser redefinida el 2017, amb hidroxil en el lloc de fluor. Cristal·litza en el sistema triclínic. Es troba en forma de cristalls euèdrics, de fins a 1 centímetre, mostrant simetria hemiedral. La seva duresa a l'escala de Mohs és 3. És l'anàleg amb zinc de la iranita, amb la qual forma una sèrie de solució sòlida.
Segons la classificació de Nickel-Strunz, l'hemihedrita pertany a «07.FC - Cromats amb PO₄, AsO₄, SiO₄» juntament amb els següents minerals: vauquelinita, fornacita, molibdofornacita, iranita, cassedanneïta i embreyita.

## Formació i jaciments
Es forma a través de l'oxidació de la galena, l'esfalerita i la pirita, a la zona d'oxidació de dipòsits hidrotermals plumbífers. Sol trobar-se associada a altres minerals com: cerussita, fenicocroïta, vauquelinita, wil·lemita, wulfenita, galena, esfalerita, pirita, tennantita i calcopirita. Va ser descoberta l'any 1967 a la mina Florence, a l'àrea de Ripsey Hill, al comtat de Pinal (Arizona, Estats Units).